# 신창현 (정치인)
신창현(申昌賢, 1953년 6월 27일 ~ )은 대한민국의 환경운동가이자 정치인으로, 수도권매립지관리공사 사장이다.

## 학력
- 남성중학교 졸업
- 속초고등학교 졸업
- 고려대학교 법과대학 행정학 학사

## 경력
- 수도권매립지관리공사 사장
- 더불어민주당 환경특별위원회 위원장
- 더불어민주당 기후변화대응 및 에너지전환산업육성 특별위원회 부위원장
- 제20대 국회 에너지특별위원회 위원
- 제20대 국회 후반기 환경노동위원회 위원
- 제20대 국회 후반기 국토교통위원회 위원
- 제20대 국회 미세먼지 대책 특별위원회 간사
- 더불어민주당 당대표 비서실장
- 제20대 국회 가습기살균제 피해 국정조사특별위원회 위원
- 제20대 국회 전반기 환경노동위원회 위원
- 제20대 국회의원(경기 의왕시/과천시, 더불어민주당 → 더불어시민당 → 더불어민주당)
- 더불어민주당 환경특별위원회 위원장
- 더불어민주당 청년일자리 테스크포스 위원
- 새정치민주연합 환경특별위원회 위원장
- 환경분쟁연구소 소장
- 산업통상자원부 갈등관리심의위원회 위원
- 국토교통부 갈등관리심의위원회 위원
- 행정안전부 갈등관리심의위원회 위원장
- KDI 국제정책대학원 갈등조정협상센터 자문위원
- 국무조정실 갈등관리 혁신포럼 자문위원
- 희망제작소 주민참여클리닉 소장
- 국가인권위원회 인권침해분과 조정위원
- 갈등조정특별위원회 간사위원
- 환경부 중앙환경분쟁조정위원장
- 김대중 대통령비서실 환경비서관
- 제4대 민선1기 경기도 의왕시장
- 제1기 평화민주당 전문위원
- 대한민국 해병대 중위 전역

## 논란

### 신규 택지계획 불법 유출 논란
2018년 9월 5일 "국토교통부가 경기 과천·안산(2곳)·광명·의정부·시흥·의왕·성남 등 8곳을 수도권 신규 택지 후보로 검토한다"는 내용의 보도자료를 냈다. <경기도 관내 공공주택지구 사업추진 현황>이란 제목의 한국토지주택공사(LH) 설명자료와 함께였다. 그러나 사전 유출로 해당 지역 부동산 시장이 과열될 것이라는 우려가 제기되었으며, 국토교통부는 6일 '주민공람' 전에 택지개발 검토 계획을 공개한 것은 불법이라며 유출 경위에 대한 감사에 들어갔다. 이로 인해 신 의원은 국회 국토교통위원회 위원을 사임하였다. 이낙연 총리는 "집값처럼 예민한 사안에 대해 정부와 여당이 더 신중했으면 한다"며 "초기 단계 의견은 토론을 통해 조정하고 그 이후에는 통일된 의견을 말하도록 유념해주면 좋겠다"고 말하였다. 자유한국당은 신창현 의원을 기밀 누출 등의 혐의로 검찰에 고발하기로 하였다.

## 역대 선거 결과
|  | 53.47% |

|  | 28.59% |

|  | 41.14% |

|  | 41.36% |

## 소속 정당
| 소속 정당 | 소속 정당      | 소속 기간 | 비고      |
| --------- | -------------- | --------- | --------- |
|           | 평화민주당     | 1988~1991 | 정계 입문 |
|           | 신민주연합당   | 1991      | 당명 변경 |
|           | 민주당         | 1991~1995 | 합당      |
|           | 무소속         | 1995      | 탈당      |
|           | 새정치국민회의 | 1995~1998 | 창당      |
|           | 무소속         | 1998~2004 | 탈당      |
|           | 열린우리당     | 2004~2007 | 입당      |
|           | 대통합민주신당 | 2007~2008 | 합당      |
|           | 통합민주당     | 2008      | 합당      |
|           | 민주당         | 2008~2011 | 당명 변경 |
|           | 민주통합당     | 2011~2013 | 합당      |
|           | 민주당         | 2013~2014 | 당명 변경 |
|           | 새정치민주연합 | 2014~2015 | 합당      |
|           | 더불어민주당   | 2015~2020 | 당명 변경 |
|           | 무소속         | 2020      | 탈당      |
|           | 더불어시민당   | 2020      | 입당      |
|           | 더불어민주당   | 2020~2021 | 합당      |
|           | 무소속         | 2021~2022 | 탈당      |
|           | 더불어민주당   | 2022~현재 | 복당      |

## 같이 보기
- 의왕시·과천시
- 의왕시의 국회의원
- 과천시의 국회의원
- 의왕시장